# NK Naftaš HAŠK Zagreb
NK Naftaš HAŠK Zagreb ist ein kroatischer Fußballverein aus Zagreb.

## Geschichte
NK Naftaš HAŠK Zagreb entstand 2006 durch die Fusion des damaligen Zweitligisten NK Naftaš Ivanić Grad mit dem unterklassigen Verein HAŠK Zagreb. 2007 entzog der kroatische Fußballverband dem Verein die Lizenz, der somit den Weg in die dritte Liga antreten musste. 2010 gelang der neuerliche Aufstieg in die 2. NHL ehe der Verein 2013 als Tabellenletzter wieder abstieg. Aktuell spielt der Verein 2022/23 in der 3. HNL - Centar, der dritten kroatischen Liga.